# جف إد
جف إد هو محرر نصوص ينتمي لعائلة البرمجيات الحرة و المفتوحة المصدر، و هو محرر نصوص مخصص لكتابة الشيفرة المصدرية لبرامج الحاسوب و قد تم تصميمه ليكون بسيط وخفيف في استهلاك موارد جهاز الحاسوب، ويمكن لجف إد العمل على العديد من أنظمة التشغيل و لذلك يعد أحد البرمجيات التي تعرف بتعدد منصاتها، والإصدارة الحالية منه تحمل النسخة رقم 0. 8.1 و قد تم إطلاقها بتاريخ 18 مارس من العام 2010، ويستخدم جف إد مكتبة كيو تي 4 و منصة كيو سينتيلا.

## المزايا والوظائف
يدعم جف إد العديد من المزايا والوظائف و نسرد منها تالياً ما يلي:
- تمييز أو تعليم الصيغة للعديد من لغات البرمجة و يشمل ذلك كل من:
  - باتش
  - باش
  - سي
  - سي++
  - سي شارب
  - سي أس أس
  - دي (لغة برمجة)
  - ديف
  - جافا
  - جافا سكريبت
  - لوا (لغة برمجة)
  - أتش تي أم أل
  - بيرل
  - بايثون
  - بي أتش بي
  - روبي (لغة برمجة)
  - أس كيو أل
  - أكس أم أل
- عمليات البحث والاستبدال للنصوص العادية و التعابير النمطية.
- إظهار رقم السطر.
- إكمال سطر التحرير على سطر جديد عند انتهاء سطر التحرير اللحظي (text wrapping).
- الإكمال التلقائي.
- الإزاحة التلقائية.
- تمييز تطابق الأقواس.
- تمييز السطر اللحظي.
- دعم الإشارات المرجعية للسطور.
- اختيار نوع التشفير النصي.
- واجهة مستخدم قابلة للتخصيص.
- دعم العديد من اللغات البشرية في واجهة المستخدم الرسومية.